# Grand Slam da NASCAR
O Grand Slam da NASCAR é a conquista dada a um piloto que ganhas as quatro principais corridas da NASCAR Cup Series (Daytona 500, Talladega 500, Charlotte 600 e Darlington 500) em um único ano.

## História
Em 1969 LeeRoy Yarbrough conseguiu ganhar as três principais corridas em um ano (Daytona, Charlotte e Darlington) em uma época onde a corrida de Talladega ainda não existia, era informalmente chamado de Tríplice Coroa, em 1976 David Pearson também conesuiu ganhar as três corridas, mas não a de Talladega.
O termo Grand Slam começou em 1984 como uma premiação da R. J. Reynolds Tobacco Company junto com a primeira edição da NASCAR All-Star Race Em 1985 a Winston patrocinou a Winston Million, informamente chamada de Small Slam, dado ao piloto que ganhasse três das quatro corridas, no mesmo ano Bill Elliot conseguiu o feito, em 1997 Jeff Gordon também.
Até o momento nenhum piloto conseguiu o feito de ganhar as quatro corridas em um único ano, mas oito piloto já ganharam as corridas em anos diferentes (Jeff Gordon, Richard Petty, Dale Earnhardt, Bobby Allison, Darrell Waltrip, Jimmie Johnson, Buddy Baker e David Pearson)